# Яголуд
Яголу́д (рос. Яголуд) — присілок у Вавозькому районі Удмуртії, Росія.

## Населення
Населення — 181 особа (2010; 188 в 2002).
Національний склад (2002):
- удмурти — 72 %
- росіяни — 26 %

## Господарство
У присілку діють фельдшерсько-акушерський пункт та сільський клуб.
Урбаноніми:
- вулиці — Берегова, Верхня, Молодіжна, Удмуртська, Центральна